# Карламанбаш
Карламанба́ш (рос. Карламанбаш, башк. Ҡарлыманбаш) — присілок у складі Кармаскалинського району Башкортостану, Росія. Входить до складу Старобабичевської сільської ради.
Населення — 204 особи (2010; 224 в 2002).
Національний склад:
- башкири — 100 %